# U-17-Fußball-Südamerikameisterschaft 2007/Kader Uruguay
Bei der U-17-Fußball-Südamerikameisterschaft 2007 in Ecuador bestand der Kader der uruguayischen U-17-Nationalmannschaft aus den nachfolgend aufgelisteten Spielern.
| 1       | Alison Pérez           | Torwart    | Melo                 |
| 2       | Alvaro Márquez         | Abwehr     | Peñarol              |
| 3       | Martín González        | Abwehr     | Montevideo Wanderers |
| 4       | Jonathan Leites        | Abwehr     | Danubio              |
| 5       | Marcelo Lacerda        | Mittelfeld | Montevideo Wanderers |
| 6       | Mathías Abero          | Abwehr     | Nacional             |
| 7       | Jonathan Urretaviscaya | Sturm      | River Plate          |
| 8       | Mathías Guzmán         | Mittelfeld | Danubio              |
| 9       | Santiago Silva         | Sturm      | Danubio              |
| 10      | Mauricio Pereyra       | Mittelfeld | Nacional             |
| 11      | Rodrigo Pastorini      | Sturm      | Danubio              |
| 12      | Darwin Nieves          | Torwart    | Liverpool FC         |
| 13      | Sebastián Píriz        | Abwehr     | Danubio              |
| 14      | Sebastián Coates       | Abwehr     | Nacional             |
| 15      | Juan Nicolás Cabezas   | Abwehr     | Danubio              |
| 16      | Santiago Mastrángelo   | Mittelfeld | Peñarol              |
| 17      | Pablo Lavandeira       | Mittelfeld | Peñarol              |
| 18      | Leandro Díaz           | Mittelfeld | Danubio              |
| 19      | Luis Martínez          | Sturm      | Danubio              |
| 20      | Juan Manuel Gómez      | Sturm      | Liverpool FC         |
| Trainer |                        |            |                      |
|         | Roland Marcenaro       |            |                      |

Quelle: